# Montimont
Montimont est un hameau de la commune de Donchery depuis 1789. Ce hameau formait avec Briancourt (hameau de Bosseval-et-Briancourt depuis 1789) la communauté villageoise de Briancourt-et-Montimont. Elle présenta des doléances, comme telle, aux États généraux de 1789.

## Histoire
Au XVIIe siècle, une tour en bois, était érigée au-dessus de la route et servait à la surveillance du gué de la Meuse à Iges, et du carrefour Donchery-Vrigne-Saint-Albert, et surtout de la Route Mazarin, ancienne route menant à Liège.
Il existe à Montimont une ancienne maison forte, maintenant transformée en habitation, qui faisait partie d’une ligne fortifiée de 22 maisons-fortes, qui courait le long de la frontière, de Linchamps jusqu’à Williers. Cette maison-forte n’a pas joué un grand rôle contre l’invasion du 12 mai 1940, car elle a été abandonnée sur ordres le 11 mai au soir.